# Kwisno
Kwisno (deutsch Gewiesen) ist ein Dorf in der Stadt- und Landgemeinde Miastko (Rummelsburg) im Powiat Bytowski (Bütower Kreis) der polnischen Woiwodschaft Pommern.

## Geographische Lage

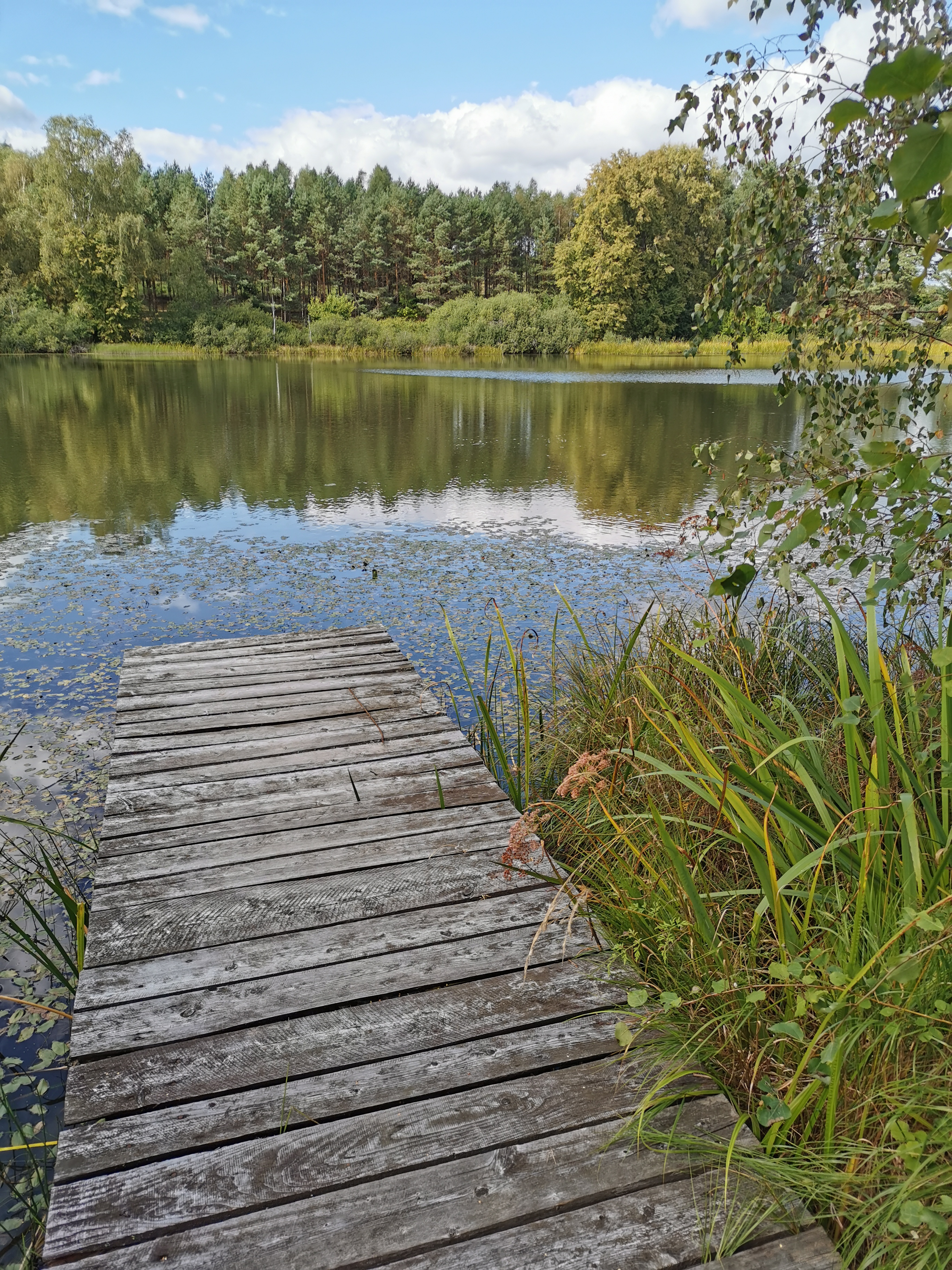
Gewiesener See (2019)

Die Ortschaft liegt in Hinterpommern, links von der Wipper, etwa 41 Kilometer südlich von Slupsk (Stolp), 13 Kilometer nordnordöstlich von Miastko (Rummelsburg i. Pom.) und drei Kilometer östlich des Dorfs Trzcinno (Rohr).

## Geschichte

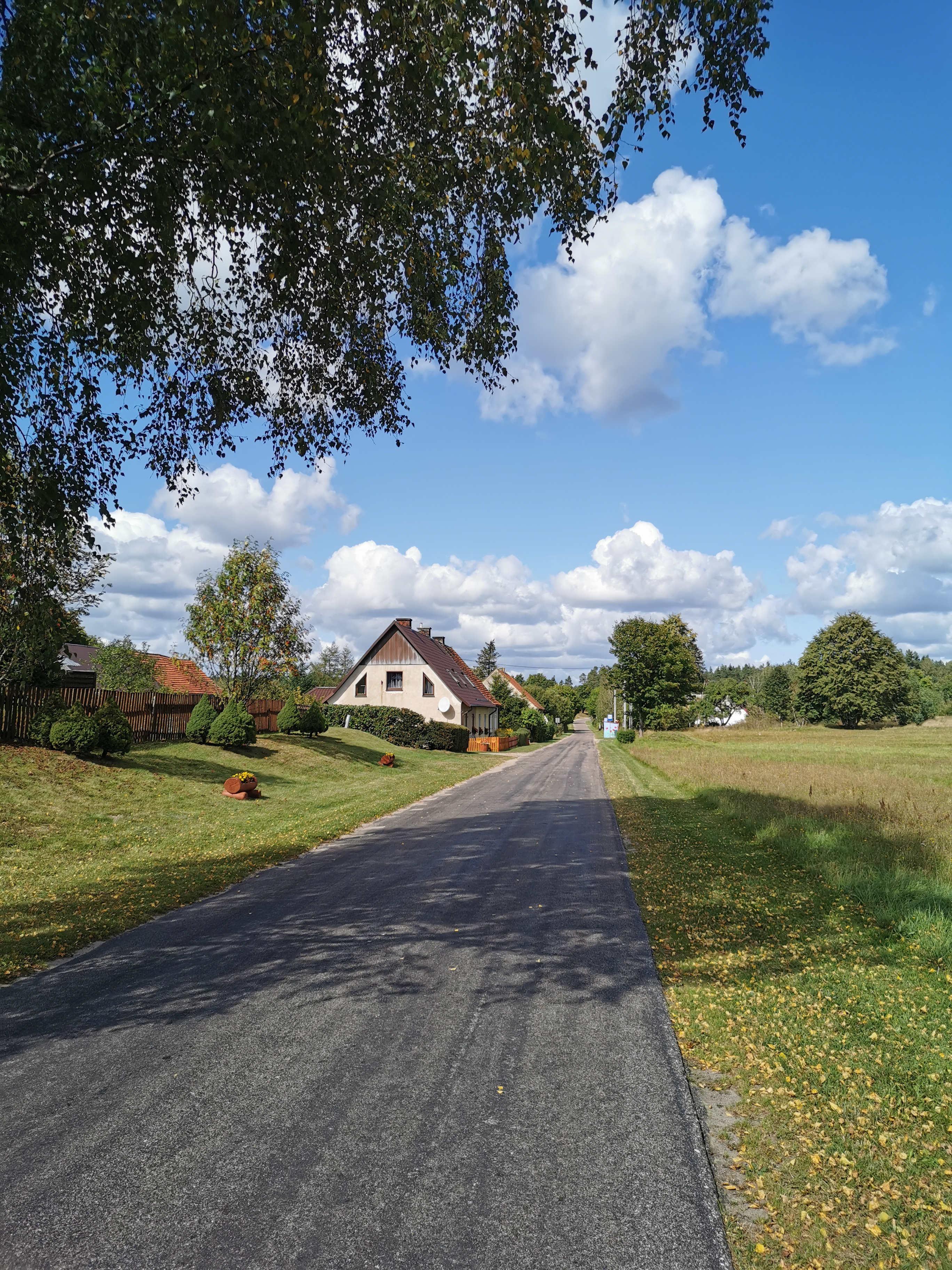
Dorfstraße (2019)

Gewiesen, nordnordöstlich von Rummelsburg und östlich des Dorfs Trzcinno (Rohr), auf einer Landkarte von 1915

Das Gut Gewiesen war ehemals ein Massowsches Lehen, das laut Vasallen-Tabelle um 1756 der 60 Jahre alte Jochim Ewald von Massow, Geheimer Staatsminister a. D., besaß. 1782 besaß es der Major Ewald von Massow. Laut Vasallen-Tabelle befand sich Gewiesen mit dem Vorwerk Grünhof um 1804 im Besitz des 43 Jahre alten Landrats des Kreises, Johann Franz Gottlob von Massow, Kapitän a. D. Um 1856 befand sich das Lehen Gewiesen im Besitz von Heinrich von Puttkamer auf Klein-Gustkow, laut Vasallen-Tabelle am 1. Januar 1862 im Besitz von dessen Witwe.
Im Jahr 1884 befand sich das Rittergut Gewiesen im Besitz der Witwe des Landrats von Puttkamer in Stolp, die es verpachtet hatte. 1892 besaß das Gut der Fiskus, der es verpachtete.
Am 1. Dezember 1913 wurden auf der 413 Hektar großen Gemarkungsfläche der Landgemeinde Gewiesen 24 viehhaltende Haushaltungen gezählt und auf dem 1416 Hektar umfassenden Gut Gewiesen 29 viehhaltende Haushaltungen.
Am 1. April 1927 hatte das Gut Gewiesen eine Flächengröße von 1416 Hektar, und am 16. Juni 1925 hatte der Gutsbezirk 136 Einwohner. Am 30. September 1928 wurde der Gutsbezirk Gewiesen in die Landgemeinde Gewiesen eingegliedert.
Anfang der 1930er Jahre hatte die Landgemeinde Gewiesen eine Flächengröße von 18,3 km². Innerhalb der Gemeindegrenzen standen zusammen 35 bewohnte Wohnhäuser an neun verschiedenen Wohnstätten:
1. Bärenkamp
2. Forsthaus Gewiesen
3. Gewiesen
4. Grünhof
5. Heinrichsbrunn
6. Mühle Gewiesen
7. Neuland
8. Stachswalde
9. Wilhelmsthal

Um 1935 gab es im Dorf Gewiesen unter anderem einen Gasthof und eine Mühle.
Die Landgemeinde Gewiesen gehörte im Jahr 1945 zum Landkreis Rummelsburg im Regierungsbezirk Köslin der preußischen Provinz Pommern des Deutschen Reichs und war dem Amtsbezirk Rohr zugeordnet. Das Standesamt befand sich in Rohr.
Gegen Ende des Zweiten Weltkriegs wurde Gewiesen Anfang März 1945 von der Roten Armee besetzt. Danach wurde Gewiesen zusammen mit ganz Hinterpommern von der Sowjetunion der Volksrepublik Polen zur Verwaltung überlassen. In der Folgezeit wurde die einheimische Bevölkerung von der polnischen Administration aus Gewiesen vertrieben. Der Ortsname Gewiesen wurde zu „Kwisno“ polonisiert.

### Demographie
| Jahr | Einwohner | Anmerkungen |
| ---- | --------- | --- |
| 1782 | –         | adliges Dorf, mit dem auf der Feldmark gelegenen Vorwerk Grünhof, einer Mahl- und Schneidemühle, vier Bauernhöfen, zwei Halbbauern, drei Kossäten und 14 Feuerstellen (Haushaltungen) sowie der Holzung Piaceva, in der Schlaweschen Synode eingepfarrtes altes Massowsches Lehen |
| 1818 | 089       | Dorf mit Ziegelei, adlige Besitzung, und Wassermühle, zum Kirchspiel Treten gehörig |
| 1825 | 179       | Dorf mit den Vorwerken Buchswalde, Dorotheen-Nische, Düringswalde, Grünhof, Heinrichsbrunn, Stachswalde und Wittenthal sowie einer Mahl- und Schneidemühle |
| 1852 | 351       | Dorf |
| 1864 | 373       | am 3. Dezember, davon 152 im Gemeindebezirk und 221 im Gutsbezirk, mit einem Flächeninhalt von 1617,65 Morgen im Gemeindebezirk und 4564,78 Morgen im Gutsbezirk |
| 1867 | 396       | am 3. Dezember, davon 154 im Gemeindebezirk und 242 im Gutsbezirk |
| 1871 | 396       | am 1. Dezember, davon 160 im Gemeindebezirk (sämtlich Evangelische) und im 236 Gutsbezirk (sämtlich Evangelische) |
| 1885 | 371       | am 1. Dezember, Gemeindebezirk mit einem Flächeninhalt von 413 Hektar und 167 Einwohnern (161 Evangelische, sechs sonstige Christen) sowie Gutsbezirk mit einem Flächeninhalt von 1166 Hektar und 204 Einwohnern (201 Evangelische und drei sonstige Christen)                    |
| 1895 | 345       | am 2. Dezember, Gemeindebezirk mit einem Flächeninhalt von 413,0 Hektar und 158 Einwohnern (153 Evangelische, drei sonstige Christen) sowie Gutsbezirk mit einem Flächeninhalt von 1165,5 Hektar und 187 Einwohnern (185 Evangelische, zwei sonstige Christen)                    |
| 1010 | 307       | am 1. Dezember, davon 126 im Gemeindebezirk und 181 im Gutsbezirk |
| 1925 | 333       | darunter 331 Evangelische |
| 1933 | 301       | [ 23 ] |
| 1939 | 370       | [ 23 ] |

## Kirche

### Kirchspiel bis 1945
Die vor 1945 in Gewiesen anwesenden Dorfbewohner waren größtenteils evangelischer Konfession. Die evangelischen Einwohner gehörten zum evangelischen Kirchspiel Rohr im Kirchenkreis Schlawe in der Kirchenprovinz Pommern der Evangelischen Kirche der Altpreußischen Union.
Ds katholische Kirchspiel war in Rummelsburg i. Pom.

### Kirchspiel seit 1946
Die seit 1945 und Vertreibung der Einheimischen hier lebende polnische Dorfbevölkerung ist größtenteils römisch-katholisch und gehört der Römisch-katholischen Kirche in Polen an.
Hier lebenden evangelische Kirchenglieder werden von der Evangelisch-Augsburgischen Kirche in Polen betreut. Das zuständige Pfarramt ist das der Kreuzkirche in Słupsk (Stolp).

## Persönlichkeiten
- Alwina Gustave Ludmilla Heraklide Ferdinande von Massow (* 20. Januar 1813 auf Grünhof; † 16. Dezember 1893 in Stolp), Herrin auf Gewiesen, vermählt seit 24. Februar 1831 mit Heinrich Friedrich Jesko von Puttkamer (1803–1876), sie wurde hier geboren[24]
- Johann von Massow (1761–1805) auf Treten, war 1796–1805 Landrat des Kreises Rummelsburg und Gutsherr auf Gewiesen
- Heinrich von Puttkamer auf Klein-Gustkow, war 1843–1870 Landrat des Kreises Rummelsburg und Gutsherr auf Gewiesen